# 萨尔茨堡主教座堂

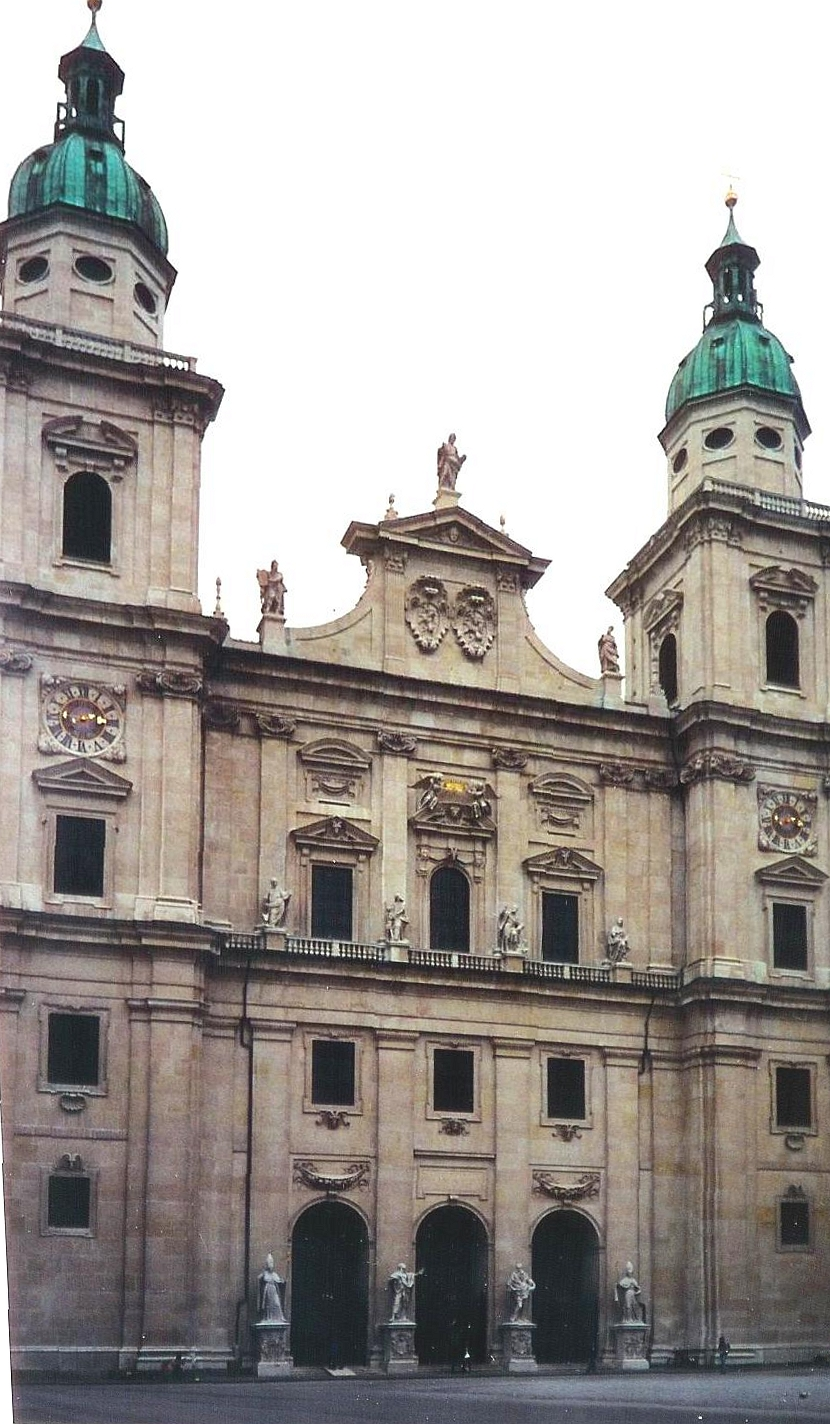
主教座堂立面

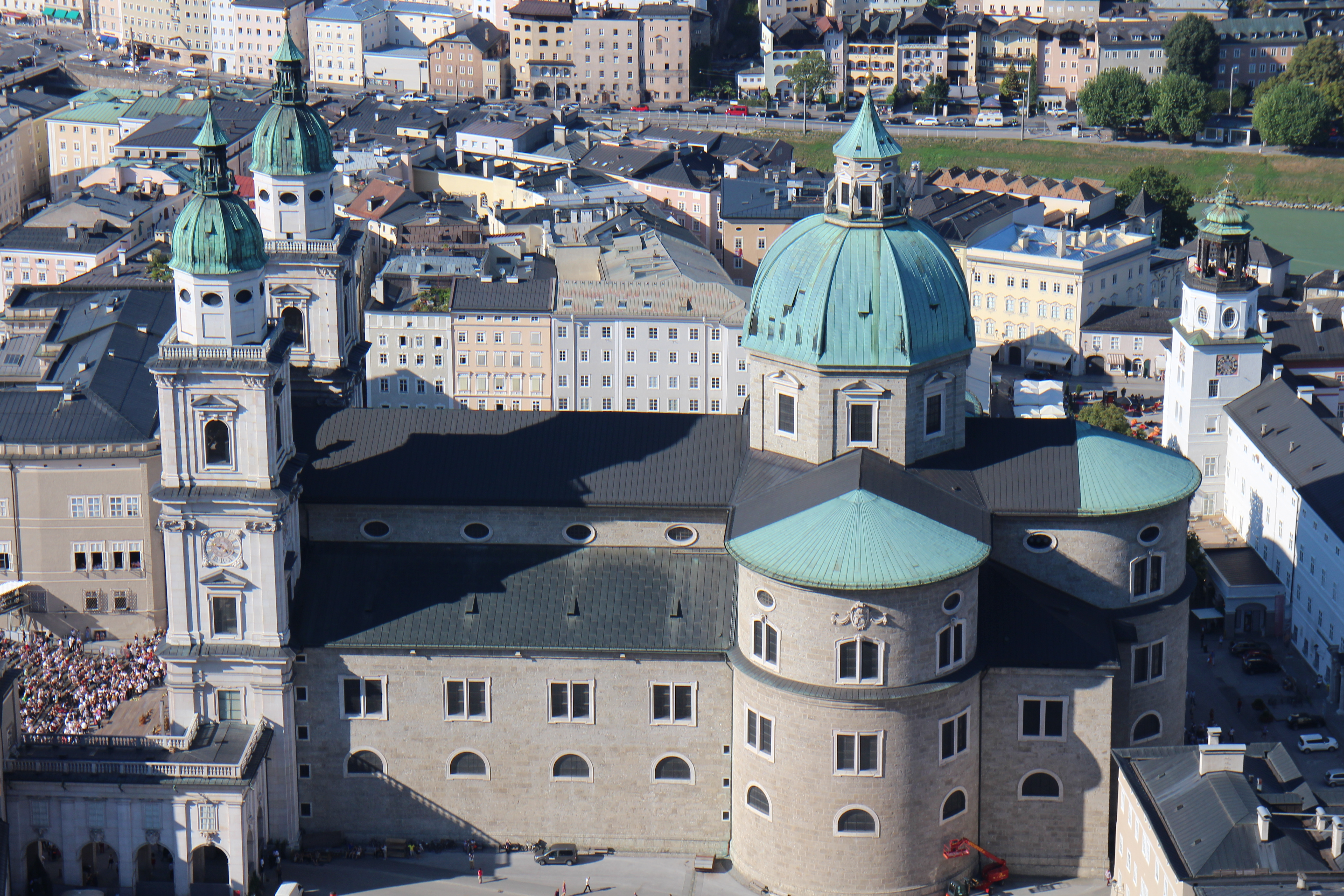
主教座堂全景

47°47′53″N 13°02′45″E / 47.79806°N 13.04583°E
薩爾茨堡主教座堂（德語：Salzburger Dom）是一座17世紀的巴洛克建築，天主教薩爾茨堡總教區的主教座堂，位於奧地利城市薩爾茨堡。這裡是莫扎特受洗的地點。
1598年，原來的羅曼式教堂嚴重受損，被迫拆除，改建為巴洛克建築，1614年奠基，完成於1628年。長466英尺，高109英尺。

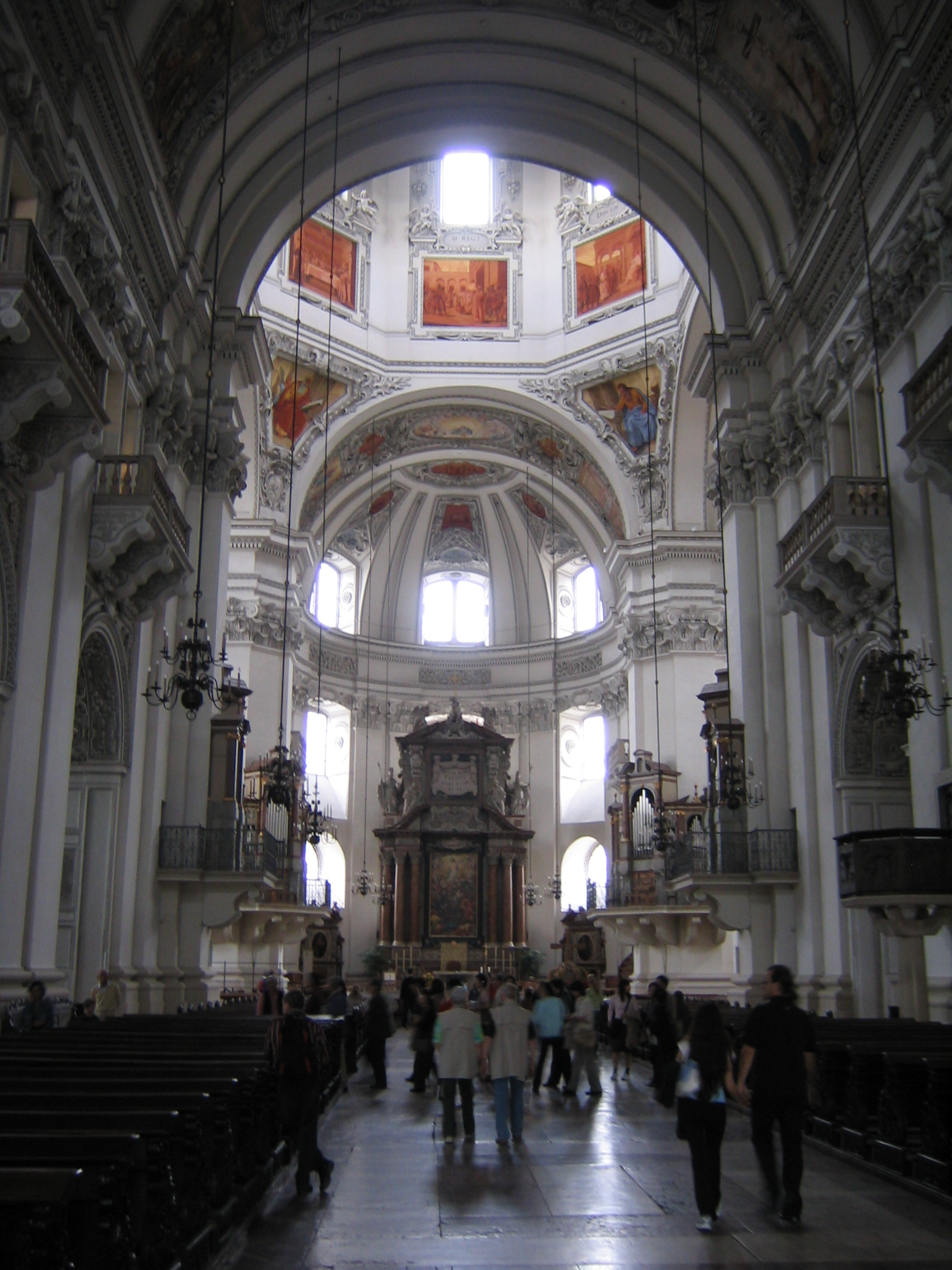
主教座堂內部

二戰中，薩爾茨堡主教座堂部分受損，修復工作完成於1959年。

## 外部連結
- Cathedral Museum Website